# Melaleuca diosmifolia
Melaleuca diosmifolia ist eine in Australien heimische Pflanzenart aus der Familie der Myrtengewächse (Myrtaceae).

## Merkmale
Melaleuca diosmifolia ist aufrechter, offener Strauch und erreicht eine Wuchshöhe von 1 bis 3 m. Die Blüten sind grün und erscheinen im September und Oktober.

## Verbreitung und Standorte
Melaleuca diosmifolia ist in Australien heimisch und kommt natürlich nur im Bundesstaat Western Australia in der Umgebung der Stadt Albany vor. In anderen Bereichen von Western Australia und von Victoria ist sie eingebürgert.
Die Art wächst auf flachgründigen sandigen Böden, wie auf sandigem Ton, sowie auf Granit.
Sie wird im Süden Australiens häufig als Zierpflanze kultiviert. In Victoria wird die Pflanze als invasiv eingestuft. Sie wächst hier in Küstenheiden und entlang von Straßen. Sie verdrängt heimische Arten. Darüber hinaus verändert sie durch das Feuerregime der von ihr bewachsenen Flächen durch den hohen Totholzanteil.

## Taxonomie
Die Art Melaleuca diosmifolia wurde 1807 von Henry Charles Andrews erstbeschrieben in „The Botanist's Repository for New, and Rare Plants“.

## Belege
1. 1 2 3  Melaleuca diosmifolia (Seite nicht mehr abrufbar, festgestellt im März 2022. Suche in Webarchiven)  Info: Der Link wurde automatisch als defekt markiert. Bitte prüfe den Link gemäß Anleitung und entferne dann diesen Hinweis. auf Florabase - The Western Australian Flora (Memento des Originals vom 4. Juli 2013 im Internet Archive)  Info: Der Archivlink wurde automatisch eingesetzt und noch nicht geprüft. Bitte prüfe Original- und Archivlink gemäß Anleitung und entferne dann diesen Hinweis., abgerufen am 13. September 2012.
2. 1 2  Melaleuca diosmifolia im Australian Plant Name Index, abgerufen am 13. September 2012.
3. ↑  Melaleuca diosmifolia (Memento des Originals vom 2. April 2015 im Internet Archive)  Info: Der Archivlink wurde automatisch eingesetzt und noch nicht geprüft. Bitte prüfe Original- und Archivlink gemäß Anleitung und entferne dann diesen Hinweis. auf Weeds of Australia, abgerufen am 13. September 2012.